# I Honestly Love You
"I Honestly Love You" is een nummer van de Brits-Australische zangeres Olivia Newton-John. Het verscheen op haar Britse album Long Live Love en haar Amerikaanse album If You Love Me, Let Me Know uit 1974. In augustus van dat jaar werd het uitgebracht als single.

## Achtergrond

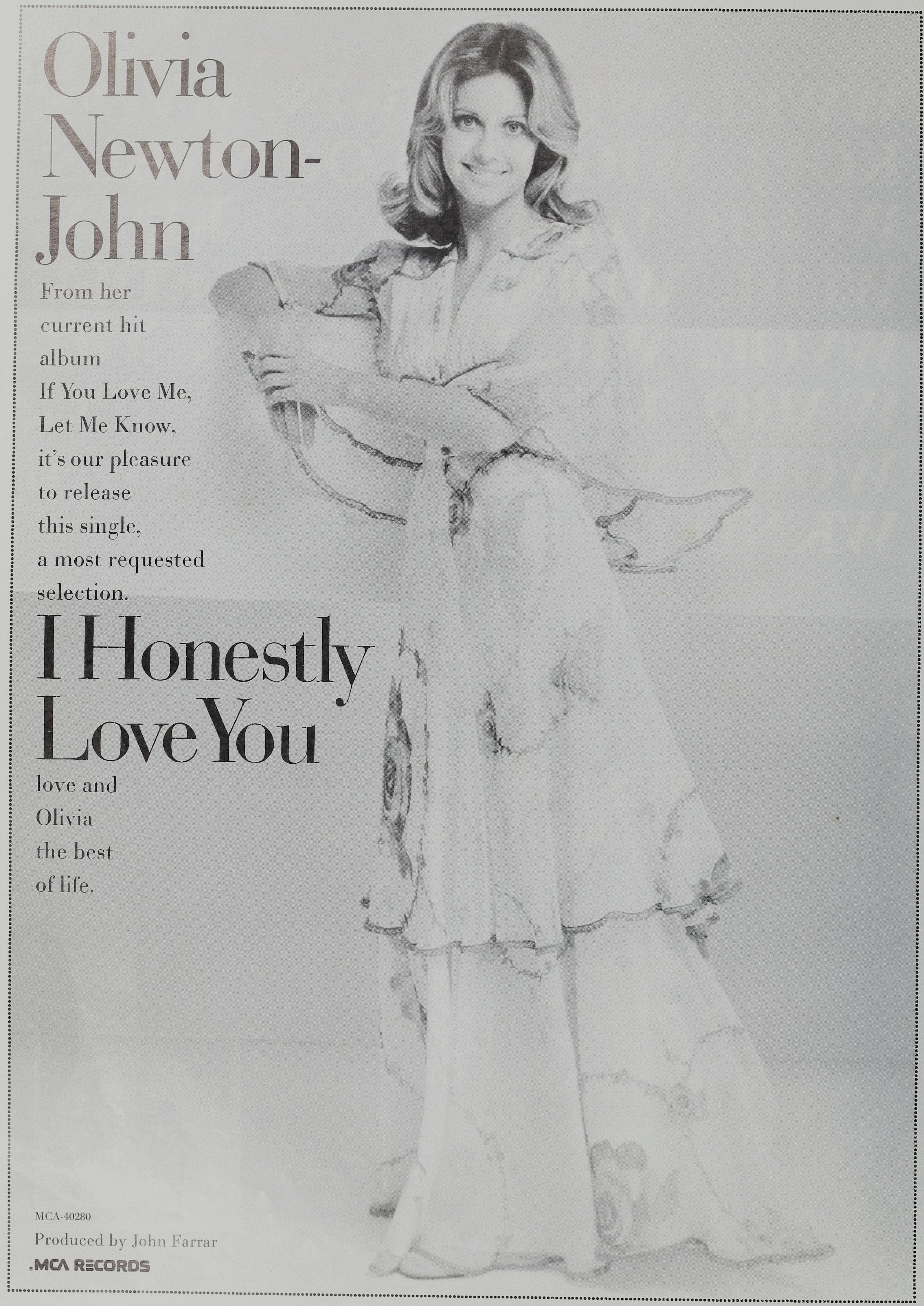
Advertentie in Cashbox op 10 augustus 1974.

"I Honestly Love You" is geschreven door Jeff Barry en Peter Allen en geproduceerd door John Farrar. Het lied werd ten eerste in Australië als single met de titel "I Love You, I Honestly Love You" uitgebracht. Rond dezelfde tijd nam Allen een eigen versie op voor zijn album Continental American.
"I Honestly Love You" werd de eerste nummer 1-hit van Newton-John in de Amerikaanse Billboard Hot 100 en Canada, terwijl het in Australië haar tweede nummer 1-hit werd na "Banks of the Ohio" uit 1971. Ook in Zweden kwam het tot de hoogste positie in de hitlijsten. Het kwam pas in 1983 in de Britse UK Singles Chart terecht, toen het opnieuw werd uitgebracht ter promotie van een verzamelalbum, en bereikte plaats 22 in deze lijst. In 1998 bereikte een nieuwe opname, waarop Babyface als achtergrondzanger te horen was, plaats 67 in de Billboard Hot 100 en plaats 88 in Australië. Deze versie stond ook op het album Back with a Heart.
Tijdens de Grammy Awards van 1975 won "I Honestly Love You" de categorieën Record of the Year en Best Pop Vocal Performance, Female. Het was ook genomineerd in de categorie Song of the Year, maar verloor hierin van "The Way We Were" van Barbra Streisand.
"I Honestly Love You" komt voor in de musical The Boy from Oz, die over het leven van Allen gaat. In de film Jaws uit 1975 is een fragment van een cover van Lynn Anderson te horen. Andere artiesten die het lied hebben opgenomen, zijn onder meer Jerry Butler, Leslie Cheung, Richard Clayderman, Donna Fargo, René Froger (op het album Home Again uit 1998), Delta Goodrem, Kamahl, Ronnie Milsap, Lea Salonga, The Staple Singers, Leslie Uggams, Bobby Vinton, Andy Williams en Bobby Womack.

## NPO Radio 2 Top 2000
| Nummer met noteringen in de NPO Radio 2 Top 2000 | '99  | '00 | '01  | '02  |
| ------------------------------------------------ | ---- | --- | ---- | ---- |
| I Honestly Love You                              | 1331 | -   | 1734 | 1424 |

1. ↑  Een '-' betekent dat het nummer niet was genoteerd en een vetgedrukt getal geeft de hoogste notering aan.
2. ↑  Deze tabel is bijgewerkt tot en met de laatste editie (2024).